# 巴里莱
巴里莱（義大利語：Barile），是意大利波坦察省的一个市镇。总面积24平方公里，人口3018人，人口密度125.8人/平方公里（2009年）。ISTAT代码为076011。